# アルトヤルヴィ
アルトヤルヴィ（Artjärvi）はフィンランド、パイヤト＝ハメ県にあった自治体。2011年1月1日にオリマッティラと合併した。
ラハティの南東約35km、コウヴォラの西約37kmに位置している。
人口は1,412人。
面積は197.33 km2であり20.32 km2は湖沼などの水域面積である。
人口密度は7.98人/km2
フィンランド語のみを公用語にしている。
ターハティカリオに小さな天文観測所がある。